# Балштет (Вајмарер Ланд)
Балштет (њем. Ballstedt) град је у њемачкој савезној држави Тирингија. Једно је од 75 општинских средишта округа Вајмарер Ланд. Према процјени из 2010. у граду је живјело 321 становника. Посједује регионалну шифру (AGS) 16071005.

## Географски и демографски подаци
Балштет се налази у савезној држави Тирингија у округу Вајмарер Ланд. Град се налази на надморској висини од 238 метара. Површина општине износи 3,3 km². У самом граду је, према процјени из 2010. године, живјело 321 становника. Просјечна густина становништва износи 96 становника/km².